# Enerzon Xuxa Harger
Enerzon Xuxa Harger, nascido Enerzon Speck Harger e mais conhecido como Xuxa (Tubarão, 10 de outubro de 1941 – Tubarão, 25 de dezembro de 2011), foi um político e historiador brasileiro.

## Vida
Filho de Leonardo Marino Harger (5 de março de 1912 – 8 de agosto de 1951) e de Hilda Speck Harger (25 de junho de 1913 – 17 de junho de 1972). Casou-se com Alda Maria Michels Harger.
Morreu vitimado por câncer no Hospital Nossa Senhora da Conceição de Tubarão. Foi sepultado no Cemitério Municipal de Braço do Norte.

## Carreira
Filiado à Aliança Renovadora Nacional (ARENA), foi eleito vereador de Braço do Norte nas legislaturas 4ª (1969 — 1973), 8ª (1989 — 1993) e 11ª (2001 — 2005).
Foi candidato a deputado estadual nas eleições de 3 de outubro de 1990, pela coligação União por Santa Catarina. Obteve 4.832 votos, ficando como suplente.

## Homenagem
A Câmara Municipal de Braço do Norte o homenageia com a concessão da Medalha  Enerzon Xuxa Harger.

## Publicações
- Expoentes da Política Braçonortense, 2ª edição. Braço do Norte, 2008.
- Os Homens que Fizeram nossa História. Braço do Norte : Coan, 2006.
- Respingos da Nossa História. Braço do Norte, 2009